# 大原櫻子
大原 櫻子（おおはら さくらこ、1996年1月10日 - ）は、日本の女優、歌手、ラジオパーソナリティ。愛称は「サクちゃん」。大原櫻子事務所所属。所属レコード会社はビクターエンタテインメントで、レーベルはVictor Entertainment。
東京都出身。日本大学芸術学部映画学科卒業。

## 人物
主にナレーターとして活動する林田尚親を父に持つ。
歌や演技に興味を持ったきっかけはアメリカのミュージカル『アニー』と女優のダコタ・ファニング。小学校2年生の頃に映画版の『アニー』を見て主人公役の女の子の表現力に感動し、「のびのびと歌っていて気持ちよさそう」と思ったのがきっかけ。女優になりたいと思ったもう一つのきっかけは、小学生の頃に見た映画に出ていたダコタ・ファニング。自分と同年代の女の子が観客を引き込むシリアスな演技ができることをすごいと思った。小学生の頃は『アニー』と『ミス・サイゴン』の影響で芝居も歌も出来るミュージカルが自分のやりたいことにピッタリだと思い、ブロードウェーを目指していた。

### 趣味・嗜好
特技は、ダンス・ピアノ・バレエ・歌・水泳・ものまね。
ももいろクローバーZのファンであり、特に玉井詩織推し。玉井とは同学年であり『大原櫻子のオールナイトニッポン0(ZERO)』2014年6月9日放送分で共演を果たし、今では友達とも言っている。
かねてから亀田誠治（元東京事変メンバー）のファンであり、彼が『カノジョは嘘を愛しすぎてる』の音楽プロデューサーに起用されていることを知ってオーディションに参加したいと思ったという。
2016年1月10日に20歳を迎えた事から酒を呑む様になった。日本酒やワインなど大体の酒は嗜む。酒のあては「知らない人を思い出しながら」との事。

### 音楽
洋楽はメロディがよくて明るい曲が好きで、邦楽は歌詞が好きなものが多い。初めて買ったCDは「アニー」のテーマ曲「Tomorrow」、初めて人前で歌ったJ-POPは小学1年生のときに母の誕生日に歌ったBoAの「Every Heart -ミンナノキモチ-」で初めて英語で歌ったのは映画『リトル・マーメイド』のテーマ「Part of your world」、J-POPを好きになるきっかけとなったのは高校2年のときの文化祭で披露した椎名林檎の「ここでキスして。」。

## 略歴
デビュー前
- 中学2年生の時、習い事のダンスの発表会のリハーサルにたまたま居合わせたテレビ関係者から、ダンサーとしてデビュー当初の所属事務所だった藤賀事務所に紹介されたことをきっかけに芸能界入り。本当は女優志望であることを明かすと、もともと俳優の事務所だったこともあり、テストの結果女優としてスカウトされた。
- 幼少期からクラシック音楽を習い、歌うことも好きだったので高校1年生の文化祭の後からボイストレーニングを開始する。

2013年
- 17歳の時、学校の友人からオーディションの存在を聞いて応募した映画『カノジョは嘘を愛しすぎてる』のヒロイン理子役に約5,000人の中から選ばれ、のちにこの映画により第23回日本映画批評家大賞で新人女優賞の小森和子賞を受賞した。演技経験は全くなかったが、映画の内容上求められる歌唱力を監督の小泉徳宏、音楽プロデューサー亀田誠治、原作者の青木琴美らに満場一致で認められての抜擢だった。オーディションでは当時一番好きだった絢香の「みんな空の下」と父と母に勧められて小さいときからよく歌っていた美空ひばりの「愛燦燦」を歌い、歌の審査では課題曲として与えられたCharaの「やさしい気持ち」と自分で選んで用意していた美空ひばりの「愛燦燦」と平井堅の「LOVE LOVE LOVE」（絢香がカバーしたバージョン）、そしてその場で『なにかパンチのある曲、ロック調のものを歌ってほしい』と言われて急きょ提案した東京事変の「群青日和」を歌った。
- 主演映画『カノジョは嘘を愛しすぎてる』の劇中バンドMUSH&Co.（マッシュ・アンド・コー）のボーカルとして、シングル「明日も」で女優と同時に歌手デビューもしている。

2014年
- 亀田誠治のラジオ番組にゲスト出演した際に新曲を作って欲しいと頼んだところ、「大原櫻子（from MUSH＆Co.）」としてスピンオフシングル「頑張ったっていいんじゃない」のリリースが決まる。
- 2014年には、『水球ヤンキース』（フジテレビ）で連続ドラマ初レギュラー出演し、ヒロイン役を務めたほか、また、ニッポン放送『大原櫻子のオールナイトニッポン0(ZERO)』のレギュラーパーソナリティや、音楽番組『EXシアターTV』（テレビ朝日）のMCといった司会業にも相次いで抜擢された。
- 同年秋、公式ファンクラブがオープンすることが発表された。
- 11月26日、1stシングル「サンキュー。」で「大原櫻子」名義でソロデビュー。また、学園祭への出演オファーが相次いだことから初の学園祭ツアーを実施した。この活動が評価され、第56回日本レコード大賞の新人賞を受賞した。

2015年
- 2014年度の第93回全国高等学校サッカー選手権大会（決勝は翌2015年1月12日）の応援歌を担当することになり、2ndシングル「瞳」としてリリース。この曲では、プロデューサーの亀田誠治との共作という形で、初めての作詞にも挑戦している。
- 3月25日、1stアルバム『HAPPY』をリリースし、家入レオ以来となる10代のオリコンチャートTOP3入りを果たした。
- 4月からファーストツアー『大原櫻子 1st TOUR 2015 「SPRING～CHERRYYYY BLOSSOOOOM!!!～」』を開催。
- 7月からスタートのフジテレビ系ドラマ『恋仲』で「月9」枠に初出演。
- 10月からはセカンドツアー『大原櫻子 2nd TOUR 2015 AUTUMN〜秋櫻タルトを召し上がれっ☆〜』を開催。
- 12月31日、「瞳」で『第66回NHK紅白歌合戦』に初出場。

2016年
- 1月 - 3月、地球ゴージャスプロデュース公演の『The Love Bugs』で舞台初挑戦。
- 6月29日、2枚目のアルバム『V (ビバ)』を発売。
- 7月からスタートのフジテレビ系ドラマ『好きな人がいること』で2度目の月9出演。

2017年
- 5月、ミュージカル『リトル・ヴォイス』で舞台初主演。

2018年
- 9月30日をもって、所属事務所CHERRY.coとの専属マネジメント契約が満了となり、公式サイトを閉鎖することを8月23日に発表。独立する形となる。
- 12月31日、第2回ももいろ歌合戦（BS日テレ・フジテレビNEXT・ニッポン放送など）に出場。

2019年
- 7月からスタートのテレビ東京系ドラマ『びしょ濡れ探偵 水野羽衣』でテレビドラマ初主演。また、同ドラマで初のドラマ主題歌も担当。

## 受賞歴
2013年
- 第23回日本映画批評家大賞 新人賞・小森和子賞（『カノジョは嘘を愛しすぎてる』）
- 第18回日本インターネット映画大賞 ニューフェイスブレイク賞（『カノジョは嘘を愛しすぎてる』）

2014年
- 第56回日本レコード大賞・新人賞
- レコチョク年間ランキング2014・新人アーティスト「着うた部門」※MUSH&Co.の名義
- 輝く！ナガオカ大賞 最優秀新人賞（『サンキュー。』）

2015年
- 第52回ギャラクシー賞・奨励賞（『オオカミの末裔』）

2016年
- 第8回CDショップ大賞・入賞『HAPPY』

2023年
- 第30回読売演劇大賞 杉村春子賞（『ミネオラ・ツインズ』『ザ・ウェルキン』）

## 出演

### テレビドラマ
- 高校入試 第8話・10話（2012年10月6日・12月8日、フジテレビ）
- 死神くん 第1話（2014年4月18日、テレビ朝日） - 大西福子 役
- 水球ヤンキース（2014年7月12日 - 9月20日、フジテレビ） - 岩崎渚 役[15]
- 世にも奇妙な物語'14秋の特別編 「未来ドロボウ」（2014年10月18日、フジテレビ） - 楠彩香 役
- 恋仲（2015年7月20日 - 9月14日 、フジテレビ） - 三浦七海 役[26]
- 好きな人がいること（2016年7月 - 9月、フジテレビ） - 西島愛海 役[27]
- この声をきみに（2017年9月 - 10月、NHK総合） - 稲葉美鈴 役[28]
- びしょ濡れ探偵 水野羽衣（2019年7月3日 - 9月19日、テレビ東京 / Paravi） - 主演・水野羽衣 役[23]
- 連続テレビ小説「なつぞら」 第84回 - 最終回（2019年7月6日 - 9月28日、NHK） - 山田靖枝 役[29]
- WOWOWオリジナルドラマ「ぴぷる〜AIと結婚生活はじめました〜」（2020年5月19日 - 6月30日、WOWOWプライム） - 深山楓 役[30]
- あのコの夢を見たんです。 第5話「フウセンガム」（2020年10月31日、テレビ東京） - ヒロイン[31]
- おはなしのくに「にんぎょひめ」（2021年2月15日、NHK Eテレ） - 人魚姫 ほか1人芝居[32][33]
- 警視庁・捜査一課長season5 第6話（2021年5月20日、テレビ朝日） - 忍野絵美 役[34]
- つまり好きって言いたいんだけど、（2021年10月7日 - 12月23日、テレビ東京） - 主演・冴島千歳 役[35]
- 正義の天秤 season2（2023年5月6日 - 6月3日、NHK総合） - 西園寺咲良 役[36]
- なれの果ての僕ら（2023年6月28日 - 9月13日、テレビ東京） - 桐嶋未来 役[37]
- 結婚予定日（2023年8月4日 - 9月29日、毎日放送） - 主演・河合佳子 役 ※松田元太とW主演[38]

### 映画
- カノジョは嘘を愛しすぎてる（2013年12月14日、東宝） - 小枝理子 役[12]
- 舞妓はレディ（2014年9月13日、東宝） - 小島千春（舞妓時代） 役[39]
- チア☆ダン〜女子高生がチアダンスで全米制覇しちゃったホントの話〜（2017年3月11日、東宝） - 南青山女子高校チアダンス部の主将 役[40]
- 日本大学芸術学部映画学科 卒業制作「ふっかつのじゅもん」（2018年）[41]
- あの日のオルガン（2019年2月22日、マンシーズエンターテインメント） - 主演・野々宮光枝 役 ※戸田恵梨香とのW主演[42]
- 犬部!（2021年7月22日、KADOKAWA） - 佐備川よしみ 役[43]
- ホリック xxxHOLiC（2022年4月29日、松竹 / アスミック・エース）[44]
- 星野先生は今日も走る（2026年度公開予定） - 花浦詩織 役[45]

### 劇場アニメ
- ちびまる子ちゃん イタリアから来た少年（2015年12月23日） - アンドレアのお母さん 役[46]

### 舞台
- 地球ゴージャスプロデュース公演Vol.14『The Love Bugs』（2016年1月 - 3月、赤坂ACTシアター・愛知県芸術劇場大ホール・福岡サンパレス・フェスティバルホール） - 天娘（てんこ）役[47]
- ミュージカル『わたしは真悟』（2016年12月 - 2017年1月、KAAT神奈川芸術劇場・新国立劇場中劇場 ほか） - しずか 役[48]
- ミュージカル『リトル・ヴォイス』（2017年5月、天王洲 銀河劇場） - 主演・リトル・ヴォイス 役[20]
- ミュージカル『ファン・ホーム』（2018年2月 - 3月、日比谷シアタークリエ・兵庫県立芸術文化センター阪急 中ホール・日本特殊陶業市民会館ビレッジホール） - アリソン（大学生時代）役
- 劇団☆新感線『メタルマクベス disc2』（2018年9月 - 10月、IHIステージアラウンド東京） - マクベス夫人 役[49]
- ミュージカル『怪人と探偵』（2019年9月 - 10月、KAAT 神奈川芸術劇場・兵庫県立芸術文化センター阪急 中ホール）
- 恋を読む inクリエ『逃げるは恥だが役に立つ』（2021年8月13日・14日、シアタークリエ) - 森山みくり 役[50]
- 『ミネオラ・ツインズ』（2022年1月7日 - 31日、スパイラルホール） - 主演・マーナ / マイラ 役（一卵性双生児姉妹の一人二役）[51]
- 『ザ・ウェルキン』（2022年7月7日 - 31日、シアターコクーン / 2022年8月3日 - 7日、森ノ宮ピロティホール）- サリー 役[52]
- 『ミュージカルおとこたち』(2023年、PARCO劇場 ほか)
- 『シラの恋文』（2023年12月初旬 - 中旬、京都劇場 / 12月中旬 - 下旬、キャナルシティ劇場 / 2024年1月初旬 - 末、日本青年館ホール）[53]
- ミュージカル『この世界の片隅に』（2024年5月9日 - 7月28日、日生劇場 他） - 主演・浦野すず 役 ※昆夏美とWキャスト[54][55]
- 『雲のむこう、約束の場所』スペシャル・リーディング・オーケストラ・コンサート（2024年11月20日、NHK大阪ホール） - 沢渡佐由理 役[56]
- シス・カンパニー公演 KERA meets CHEKHOV Vol.4/4『桜の園』（2024年12月8日 - 27日、世田谷パブリックシアター / 2025年1月6日 - 13日、SkyシアターMBS / 1月18日 - 26日、キャナルシティ劇場） - アーニャ 役[57]
- リーディングドラマ『ふしぎ駄菓子屋 銭天堂』（2025年4月19日 - 6月1日、神奈川県立青少年センター 紅葉坂ホール 他）[58]
- 『LIGHT YEARS -幾光年-』The Musical（2025年7月31日・8月1日〈予定〉、I'M A SHOW）[59]

### ラジオ
- 大原櫻子のオールナイトニッポンR（2013年12月28日、ニッポン放送） - パーソナリティ[60]
- 大原櫻子のオールナイトニッポン0(ZERO)（2014年3月31日 - 6月30日、ニッポン放送） - パーソナリティ[16]
- 大原櫻子 Happy Tuning!（2015年4月4日 - 12月26日、ニッポン放送） - パーソナリティ[61][62]

### ラジオドラマ
- オオカミの末裔（2014年11月17日、ニッポン放送） - 主演・守山真琴 役[63][64]

### CM
- JVCケンウッド JVCヘッドホン（2014年6月 - ）[65]
- DHC薬用アクネコントロールシリーズ（2015年3月 - ）
- キリンビバレッジ 午後の紅茶（2015年3月 - ）
- ソフトバンク「SoftBank 2017 Spring」（2017年）[66]
- 富士通エフサス「FUJITSU Software TIME CREATOR」のTV-CM「時計うさぎ」篇（2018年）[67]

### イメージガール
- フジテレビ「お台場夢大陸 Presents ドリームメガガールズオーディション」（2015年）- 応援キャラクター [68]

### その他
- 「通信指令本部」一日本部長（警視庁本部、2023年1月9日）[69]
- 警視庁八王子署 一日署長（2025年3月23日）[70]

## 雑誌連載
- SEDA（2014年8月号 - 、日之出出版） - レギュラーモデル[71]

## ディスコグラフィ

### シングル
|                                 | 発売日                    | タイトル                     | 規格                      | 規格品番                       | オリコン                  | 初収録アルバム            |
| メジャー (HEARST RECORDS)       | メジャー (HEARST RECORDS) | メジャー (HEARST RECORDS)    | メジャー (HEARST RECORDS) | メジャー (HEARST RECORDS)      | メジャー (HEARST RECORDS) | メジャー (HEARST RECORDS) |
| 大原櫻子（from MUSH&Co.）       | 大原櫻子（from MUSH&Co.） | 大原櫻子（from MUSH&Co.）    | 大原櫻子（from MUSH&Co.） | 大原櫻子（from MUSH&Co.）      | 大原櫻子（from MUSH&Co.） | 大原櫻子（from MUSH&Co.） |
| ------------------------------- | ------------------------- | ---------------------------- | ------------------------- | ------------------------------ | ------------------------- | ------------------------- |
| #                               | 2014年6月25日             | 頑張ったっていいんじゃない   | CD+DVD                    | VIZL-687（初回限定盤）         | 8位                       | HAPPY                     |
| #                               | 2014年6月25日             | 頑張ったっていいんじゃない   | CD                        | VICL-36927（通常盤）           | 8位                       | HAPPY                     |
| メジャー (Victor Entertainment) |                           |                              |                           |                                |                           |                           |
| 大原櫻子                        |                           |                              |                           |                                |                           |                           |
| 1st                             | 2014年11月26日            | サンキュー。                 | CD+DVD                    | VIZL-718（初回限定盤）         | 12位                      | HAPPY                     |
| 1st                             | 2014年11月26日            | サンキュー。                 | CD                        | VICL-36954（通常盤）           | 12位                      | HAPPY                     |
| 1st                             | 2014年11月26日            | サンキュー。                 | CD                        | VICL-36998（3939枚生産限定盤） | 12位                      | HAPPY                     |
| 2nd                             | 2015年1月7日              | 瞳                           | CD+DVD                    | VIZL-789（初回限定盤）         | 5位                       | HAPPY                     |
| 2nd                             | 2015年1月7日              | 瞳                           | CD                        | VICL-37019（通常盤）           | 5位                       | HAPPY                     |
| 3rd                             | 2015年7月22日             | 真夏の太陽                   | CD+DVD                    | VIZL-860（初回限定盤A）        | 11位                      | V (ビバ)                  |
| 3rd                             | 2015年7月22日             | 真夏の太陽                   | CD+DVD                    | VIZL-861（初回限定盤B）        | 11位                      | V (ビバ)                  |
| 3rd                             | 2015年7月22日             | 真夏の太陽                   | CD                        | VICL-37117（通常盤）           | 11位                      | V (ビバ)                  |
| 4th                             | 2015年11月4日             | キミを忘れないよ             | CD+DVD                    | VIZL-907（初回限定盤A）        | 6位                       | V (ビバ)                  |
| 4th                             | 2015年11月4日             | キミを忘れないよ             | CD+DVD                    | VIZL-908（初回限定盤B）        | 6位                       | V (ビバ)                  |
| 4th                             | 2015年11月4日             | キミを忘れないよ             | CD                        | VICL-37123（通常盤）           | 6位                       | V (ビバ)                  |
| 5th                             | 2016年6月1日              | 大好き                       | CD+DVD                    | VIZL-977（初回限定盤A）        | 5位                       | V (ビバ)                  |
| 5th                             | 2016年6月1日              | 大好き                       | CD+DVD                    | VIZL-978（初回限定盤B）        | 5位                       | V (ビバ)                  |
| 5th                             | 2016年6月1日              | 大好き                       | CD                        | VICL-37166（通常盤）           | 5位                       | V (ビバ)                  |
| 6th                             | 2017年3月8日              | ひらり                       | CD+DVD                    | VIZL-1127（初回限定盤A）       | 7位                       | Enjoy                     |
| 6th                             | 2017年3月8日              | ひらり                       | CD+DVD                    | VIZL-1128（初回限定盤B）       | 7位                       | Enjoy                     |
| 6th                             | 2017年3月8日              | ひらり                       | CD                        | VICL-37254（通常盤）           | 7位                       | Enjoy                     |
| 7th                             | 2017年8月9日              | マイ フェイバリット ジュエル | CD+DVD                    | VIZL-1225（初回限定盤A）       | 8位                       | Enjoy                     |
| 7th                             | 2017年8月9日              | マイ フェイバリット ジュエル | CD+DVD                    | VIZL-1226（初回限定盤B）       | 8位                       | Enjoy                     |
| 7th                             | 2017年8月9日              | マイ フェイバリット ジュエル | CD                        | VICL-37312（通常盤）           | 8位                       | Enjoy                     |
| 8th                             | 2017年11月22日            | さよなら                     | CD+DVD                    | VIZL-1286（初回限定盤A）       | 7位                       | Enjoy                     |
| 8th                             | 2017年11月22日            | さよなら                     | CD+DVD                    | VIZL-1287（初回限定盤B）       | 7位                       | Enjoy                     |
| 8th                             | 2017年11月22日            | さよなら                     | CD                        | VICL-37344（通常盤）           | 7位                       | Enjoy                     |
| 9th                             | 2018年4月25日             | 泣きたいくらい               | CD+DVD                    | VIZL-1381（初回限定盤A）       | 6位                       | Enjoy                     |
| 9th                             | 2018年4月25日             | 泣きたいくらい               | CD+DVD                    | VIZL-1382（初回限定盤B）       | 6位                       | Enjoy                     |
| 9th                             | 2018年4月25日             | 泣きたいくらい               | CD                        | VICL-37391（通常盤）           | 6位                       | Enjoy                     |
| 10th                            | 2019年7月31日             | I am I                       | CD+DVD                    | VIZL-1621（初回限定盤）        | 11位                      | Passion                   |
| 10th                            | 2019年7月31日             | I am I                       | CD+GOODS                  | VIZL-1622（完全生産限定盤）    | 11位                      | Passion                   |
| 10th                            | 2019年7月31日             | I am I                       | CD                        | VICL-37488（通常盤）           | 11位                      | Passion                   |
| 11th                            | 2019年12月4日             | Shine On Me                  | CD+DVD                    | VIZL-1676（初回限定盤）        | 6位                       | Passion                   |
| 11th                            | 2019年12月4日             | Shine On Me                  | CD+GOODS                  | VIZL-1677（完全生産限定盤）    | 6位                       | Passion                   |
| 11th                            | 2019年12月4日             | Shine On Me                  | CD                        | VICL-37508（通常盤）           | 6位                       | Passion                   |
| 12th                            | 2020年9月30日             | #やっぱもっと                | CD+DVD                    | VIZL-1801（初回限定盤A）       | 11位                      | l(エル)                   |
| 12th                            | 2020年9月30日             | #やっぱもっと                | CD+DVD                    | VIZL-1802（初回限定盤B）       | 11位                      | l(エル)                   |
| 12th                            | 2020年9月30日             | #やっぱもっと                | CD                        | VICL-37563（通常盤）           | 11位                      | l(エル)                   |
| 13th                            | 2021年11月24日            | ポッピンラブ!/Greatest Gift  | CD+DVD                    | VIZL-1971（初回限定盤A）       | 17位                      | FANFARE                   |
| 13th                            | 2021年11月24日            | ポッピンラブ!/Greatest Gift  | CD+DVD                    | VIZL-1972（初回限定盤B）       | 17位                      | FANFARE                   |
| 13th                            | 2021年11月24日            | ポッピンラブ!/Greatest Gift  | CD                        | VICL-37614（通常盤）           | 17位                      | FANFARE                   |
| 14th                            | 2022年5月11日             | それだけでいい               | CD+DVD                    | VIZL-2054（初回限定盤）        | 16位                      | FANFARE                   |
| 14th                            | 2022年5月11日             | それだけでいい               | CD                        | VICL-37632（通常盤）           | 16位                      | FANFARE                   |

### 配信限定シングル
|      | 発売日         | タイトル     | 規格                   | 収録作品                                                        | オリコン |
| ---- | -------------- | ------------ | ---------------------- | --------------------------------------------------------------- | -------- |
| 1st  | 2018年8月29日  | ツキアカリ   | デジタル・ダウンロード | Enjoy                                                           | 圏外     |
| 2nd  | 2018年9月5日   | さあ冒険だ   | デジタル・ダウンロード | アッコがおまかせ ～和田アキ子50周年記念トリビュート・アルバム～ | 圏外     |
| 3rd  | 2018年9月12日  | Close to you | デジタル・ダウンロード | Enjoy                                                           | 圏外     |
| 4th  | 2020年3月9日   | 花光る       | デジタル・ダウンロード | 未収録                                                          | TBA      |
| 5th  | 2020年11月25日 | 透ケルトン   | デジタル・ダウンロード | l(エル)                                                         | TBA      |
| 6th  | 2022年9月21日  | Door         | デジタル・ダウンロード | FANFARE                                                         | TBA      |
| 7th  | 2022年10月12日 | 愛のせい     | デジタル・ダウンロード | FANFARE                                                         | TBA      |
| 8th  | 2022年11月2日  | 初恋         | デジタル・ダウンロード | FANFARE                                                         | TBA      |
| 9th  | 2023年6月28日  | JUMP         | デジタル・ダウンロード | スポットライト                                                  | TBA      |
| 10th | 2023年7月26日  | 寂しいの色   | デジタル・ダウンロード | スポットライト                                                  | TBA      |
| 11th | 2024年11月6日  | Collection   | デジタル・ダウンロード |                                                                 | TBA      |
| 12th | 2025年2月19日  | 櫻           | デジタル・ダウンロード |                                                                 | TBA      |
| 13th | 2025年4月23日  | 名前         | デジタル・ダウンロード |                                                                 | TBA      |

### オリジナルアルバム
|      | 発売日        | タイトル       | 規格             | 規格品番                                | オリコン |
| ---- | ------------- | -------------- | ---------------- | --------------------------------------- | -------- |
| 1st  | 2015年3月25日 | HAPPY          | CD+DVD           | VIZL-816（初回限定 SPECIAL HAPPY盤）    | 2位      |
| 1st  | 2015年3月25日 | HAPPY          | CD+GOODS         | VIZL-817（完全生産限定 SUPER HAPPY盤）  | 2位      |
| 1st  | 2015年3月25日 | HAPPY          | CD               | VICL-64342（通常盤）                    | 2位      |
| 2nd  | 2016年6月29日 | V (ビバ)       | CD+DVD+PHOTOBOOK | VIZL-994（初回限定 "VIVA盛盤"）         | 3位      |
| 2nd  | 2016年6月29日 | V (ビバ)       | CD+DVD           | VIZL-995（初回限定 "ミラクルミラー盤"） | 3位      |
| 2nd  | 2016年6月29日 | V (ビバ)       | CD               | VICL-64595（通常 "VIVA盤"）             | 3位      |
| 3rd  | 2018年6月27日 | Enjoy          | CD+DVD           | VIZL-1398（初回限定盤A）                | 7位      |
| 3rd  | 2018年6月27日 | Enjoy          | CD+BOOKLET       | VIZL-1399（初回限定盤B）                | 7位      |
| 3rd  | 2018年6月27日 | Enjoy          | CD               | VICL-65026（通常盤）                    | 7位      |
| 4th  | 2020年2月5日  | Passion        | CD+DVD           | VIZL-1721（初回限定盤A）                | 7位      |
| 4th  | 2020年2月5日  | Passion        | CD+BOOKLET       | VIZL-1722（初回限定盤B）                | 7位      |
| 4th  | 2020年2月5日  | Passion        | CD               | VICL-65317（通常盤）                    | 7位      |
| 5th  | 2021年3月3日  | l(エル)        | CD+DVD           | VIZL-1866（初回限定盤A）                | 7位      |
| 5th  | 2021年3月3日  | l(エル)        | CD+BOOKLET       | VIZL-1867（初回限定盤B）                | 7位      |
| 5th  | 2021年3月3日  | l(エル)        | CD               | VICL-65479（通常盤）                    | 7位      |
| 6th  | 2022年12月7日 | FANFARE        | CD+DVD           | VIZL-2134（初回限定盤A）                | 14位     |
| 6th  | 2022年12月7日 | FANFARE        | CD+DVD           | VIZL-2135（初回限定盤B）                | 14位     |
| 6th  | 2022年12月7日 | FANFARE        | CD               | VICL-65756（通常盤）                    | 14位     |
| ミニ | 2023年8月30日 | スポットライト | CD+Blu-ray       | VIZL-2223（初回限定盤A）                | 17位     |
| ミニ | 2023年8月30日 | スポットライト | CD+フォトブック  | VIZL-2224（初回限定盤B）                | 17位     |
| ミニ | 2023年8月30日 | スポットライト | CD               | VICL-65871（通常盤）                    | 17位     |
| 7th  | 2025年6月11日 | Traveling      | CD+フォトブック  | VIZL-2442（初回限定盤A）                |          |
| 7th  | 2025年6月11日 | Traveling      | CD+Blu-ray       | VIZL-2443（初回限定盤B）                |          |
| 7th  | 2025年6月11日 | Traveling      | CD               | VICL-66068（通常盤）                    |          |

### ベストアルバム
|     | 発売日        | タイトル                        | 規格         | 規格品番                            | オリコン |
| --- | ------------- | ------------------------------- | ------------ | ----------------------------------- | -------- |
| 1st | 2019年3月6日  | CAM ON!〜5th Anniversary Best〜 | CD+DVD       | VIZL-1545（初回限定「ねじねじ」盤） | 4位      |
| 1st | 2019年3月6日  | CAM ON!〜5th Anniversary Best〜 | CD+Blu-ray   | VIZL-1578（初回限定「ねじねじ」盤） | 4位      |
| 1st | 2019年3月6日  | CAM ON!〜5th Anniversary Best〜 | CD+PHOTOBOOK | VIZL-1546（初回限定「うねうね」盤） | 4位      |
| 1st | 2019年3月6日  | CAM ON!〜5th Anniversary Best〜 | 2CD          | VICL-65147-8（通常「くるくる」盤）  | 4位      |
| 2st | 2024年8月21日 | Anniversary                     | 2CD+BOOK     | VIZL-2342（初回限定A盤）            |          |
| 2st | 2024年8月21日 | Anniversary                     | 2CD+Blu-ray  | VIZL-2343 （初回限定B盤）           |          |
| 2st | 2024年8月21日 | Anniversary                     | 2CD＋2DVD    | VIZL-2344（初回限定C盤）            |          |
| 2st | 2024年8月21日 | Anniversary                     | 2CD          | VICL-65986-7（通常盤）              |          |

### ライブアルバム
|     | 発売日        | タイトル                                                                               | 規格 | 規格品番      | オリコン |
| --- | ------------- | -------------------------------------------------------------------------------------- | ---- | ------------- | -------- |
| 1st | 2025年3月12日 | 大原櫻子10th Anniversary Tour 2024 "ハイッ！10ション！"〜Live at Zepp Haneda (TOKYO)〜 | 2CD  | VICL-66053～4 |          |

### 映像作品
|     | 発売日         | タイトル                                                                                | 規格                     | 規格品番                | オリコン |
| --- | -------------- | --------------------------------------------------------------------------------------- | ------------------------ | ----------------------- | -------- |
| 1st | 2015年7月22日  | 1st TOUR 2015 SPRING〜CHERRYYYY BLOSSOOOOM!!!〜                                         | DVD                      | VIBL-789                | 7位      |
| 1st | 2015年7月22日  | 1st TOUR 2015 SPRING〜CHERRYYYY BLOSSOOOOM!!!〜                                         | Blu-ray                  | VIXL-155                | 13位     |
| 2nd | 2016年12月21日 | CONCERT TOUR 2016 〜CARVIVAL〜 at 日本武道館                                            | 2DVD                     | VIBL-824 〜 825         | 9位      |
| 2nd | 2016年12月21日 | CONCERT TOUR 2016 〜CARVIVAL〜 at 日本武道館                                            | Blu-ray                  | VIXL-177                | 26位     |
| 3rd | 2018年1月31日  | 大原櫻子 4th TOUR 2017 AUTUMN 〜ACCECHERRY BOX〜                                        | DVD                      | VIZL-1308（初回限定盤） | 8位      |
| 3rd | 2018年1月31日  | 大原櫻子 4th TOUR 2017 AUTUMN 〜ACCECHERRY BOX〜                                        | DVD                      | VIBL-875（通常盤）      | 8位      |
| 3rd | 2018年1月31日  | 大原櫻子 4th TOUR 2017 AUTUMN 〜ACCECHERRY BOX〜                                        | Blu-ray                  | VIZL-1309（初回限定盤） | 9位      |
| 3rd | 2018年1月31日  | 大原櫻子 4th TOUR 2017 AUTUMN 〜ACCECHERRY BOX〜                                        | Blu-ray                  | VIXL-208（通常盤）      | 9位      |
| 4th | 2018年11月21日 | 大原櫻子 5th TOUR 2018 〜Enjoy?〜                                                       | DVD                      | VIBL-917                | 5位      |
| 4th | 2018年11月21日 | 大原櫻子 5th TOUR 2018 〜Enjoy?〜                                                       | Blu-ray                  | VIXL-245                | 8位      |
| 5th | 2019年9月25日  | 大原櫻子 5th Anniversary コンサート「CAM-ON! ～FROM NOW ON!～」                         | DVD                      | VIBL-954                | 13位     |
| 5th | 2019年9月25日  | 大原櫻子 5th Anniversary コンサート「CAM-ON! ～FROM NOW ON!～」                         | Blu-ray                  | VIXL-279                | 17位     |
| 6th | 2021年9月29日  | 大原櫻子 CONCERT TOUR 2021"Which?"                                                      | DVD                      | VIBL-1036               | 7位      |
| 6th | 2021年9月29日  | 大原櫻子 CONCERT TOUR 2021"Which?"                                                      | Blu-ray                  | VIXL-352                | 20位     |
| 7th | 2024年2月14日  | Zeppツアー2023「大原櫻子10（点）灯式」 2023.10.12 @Zepp Haneda                          | DVD+CD（初回限定盤）     | VIZL-2279               | 8位      |
| 7th | 2024年2月14日  | Zeppツアー2023「大原櫻子10（点）灯式」 2023.10.12 @Zepp Haneda                          | DVD                      | VIBL-1114               | 8位      |
| 7th | 2024年2月14日  | Zeppツアー2023「大原櫻子10（点）灯式」 2023.10.12 @Zepp Haneda                          | Blu-ray+CD（初回限定盤） | VIZL-2278               | 13位     |
| 7th | 2024年2月14日  | Zeppツアー2023「大原櫻子10（点）灯式」 2023.10.12 @Zepp Haneda                          | Blu-ray                  | VIXL-441                | 13位     |
| 8th | 2025年3月12日  | 大原櫻子10th Anniversary Tour 2024 "ハイッ！10ション！" 〜Live at Zepp Haneda (TOKYO)〜 | DVD                      | VIZL-2425               |          |
| 8th | 2025年3月12日  | 大原櫻子10th Anniversary Tour 2024 "ハイッ！10ション！" 〜Live at Zepp Haneda (TOKYO)〜 | Blu-ray                  | VIZL-2424               |          |

### 書籍
|     | 発売日        | タイトル                                          | 出版社                     |
| --- | ------------- | ------------------------------------------------- | -------------------------- |
| 1st | 2015年3月26日 | ギター弾き語り 大原櫻子『HAPPY』                  | ヤマハミュージックメディア |
| 2nd | 2015年3月26日 | ピアノソロ／弾き語り 大原櫻子 Selection for Piano | ヤマハミュージックメディア |
| 3rd | 2015年8月10日 | バンドスコア 大原櫻子 Selection                   | ヤマハミュージックメディア |
| 4th | 2016年8月13日 | 大原櫻子 Selection for Piano ～大好き～           | ヤマハミュージックメディア |
| 5th | 2016年9月24日 | バンドスコア 大原櫻子『V(ビバ)』                  | ヤマハミュージックメディア |
| 6th | 2018年8月12日 | ギター弾き語り 大原櫻子『Enjoy』                  | ヤマハミュージックメディア |

### 参加作品
| タイトル                                                                   | 規格                   | 備考 |
| -------------------------------------------------------------------------- | ---------------------- | --- |
| カノジョは嘘を愛しすぎてる DVDスペシャル・エディション                     | 2DVD                   | 2014年6月25日に発売された佐藤健主演、大原ヒロインの映画「カノジョは嘘を愛しすぎてる」の映像作品。大原の女優デビュー作である。         |
| カノジョは嘘を愛しすぎてる スタンダード・エディション                      | DVD                    | 2014年6月25日に発売された佐藤健主演、大原ヒロインの映画「カノジョは嘘を愛しすぎてる」の映像作品。大原の女優デビュー作である。         |
| カノジョは嘘を愛しすぎてる Blu-rayプレミアム・エディション                 | 1Blu-ray+2DVD          | 2014年6月25日に発売された佐藤健主演、大原ヒロインの映画「カノジョは嘘を愛しすぎてる」の映像作品。大原の女優デビュー作である。         |
| カノジョは嘘を愛しすぎてる スタンダード・エディション                      | Blu-ray                | 2014年6月25日に発売された佐藤健主演、大原ヒロインの映画「カノジョは嘘を愛しすぎてる」の映像作品。大原の女優デビュー作である。         |
| 忘れられぬミュージック                                                     | デジタル・ダウンロード | 2014年7月15日に配信された楽曲。ゆず / ももいろクローバーZ / back number / 大原櫻子 & 松任谷由実名義で参加している。                   |
| 映画「舞妓はレディ」 ミュージカル・ソングス&サウンドトラック・コレクション | CD                     | 2014年9月10日に発売された上白石萌音主演、大原出演の映画「舞妓はレディ」のサウンドトラック。                                           |
| 死神くん DVD-BOX                                                           | DVD                    | 2014年11月5日に発売された大野智主演、大原ゲスト出演のドラマ「死神くん」の映像作品。                                                   |
| 死神くん Blu-ray BOX                                                       | Blu-ray                | 2014年11月5日に発売された大野智主演、大原ゲスト出演のドラマ「死神くん」の映像作品。                                                   |
| 水球ヤンキース DVD-BOX                                                     | DVD                    | 2015年2月4日に発売された中島裕翔主演、大原ヒロインのドラマ「水球ヤンキース」の映像作品。                                              |
| 水球ヤンキース Blu-ray BOX                                                 | Blu-ray                | 2015年2月4日に発売された中島裕翔主演、大原ヒロインのドラマ「水球ヤンキース」の映像作品。                                              |
| 舞妓はレディ スタンダード・エディション                                    | DVD                    | 2015年3月18日に発売された上白石萌音主演、大原出演の映画「舞妓はレディ」の映像作品。                                                   |
| 舞妓はレディ スペシャル・エディション                                      | Blu-ray                | 2015年3月18日に発売された上白石萌音主演、大原出演の映画「舞妓はレディ」の映像作品。                                                   |
| 「映画ちびまる子ちゃん イタリアから来た少年」ミュージックアルバム          | CD                     | 2015年12月23日に発売されたTARAKO主演、大原出演の映画「ちびまる子ちゃん イタリアから来た少年」のサウンドトラック。                     |
| 恋仲 DVD-BOX                                                               | DVD                    | 2016年1月20日に発売された福士蒼汰主演、大原出演のドラマ「恋仲」の映像作品。                                                           |
| 恋仲 Blu-ray BOX                                                           | Blu-ray                | 2016年1月20日に発売された福士蒼汰主演、大原出演のドラマ「恋仲」の映像作品。                                                           |
| 地球ゴージャス プロデュース公演 Vol.14「The Love Bugs」                    | DVD                    | 2016年12月7日に発売された岸谷五朗主演、大原出演の舞台「地球ゴージャス プロデュース公演 VOL.14『The Love Bugs』」の映像作品。          |
| 好きな人がいること DVD BOX                                                 | DVD                    | 2016年12月21日に発売された桐谷美玲主演、大原出演のドラマ「好きな人がいること」の映像作品。                                            |
| 好きな人がいること Blu-ray BOX                                             | Blu-ray                | 2016年12月21日に発売された桐谷美玲主演、大原出演のドラマ「好きな人がいること」の映像作品。                                            |
| 恋のはじまり                                                               | デジタル・ダウンロード | 2017年9月27日に配信された楽曲。家入レオ×大原櫻子×藤原さくら名義で共に参加している。                                                   |
| J-WAVE LIVE SUMMER JAM presents "Trio-logy"                                | CD                     | 2017年11月29日に発売された大橋トリオ主催「J-WAVE LIVE SUMMER JAM」のオムニバス。大原の3作目のシングル「真夏の太陽」が収録されている。 |
| この声をきみに DVD-BOX                                                     | DVD                    | 2018年3月21日に発売された竹野内豊主演、大原出演のドラマ「この声をきみに」の映像作品。                                                 |
| アッコがおまかせ～和田アキ子50周年記念トリビュート・アルバム～             | CD                     | 2018年9月5日に発売された和田アキ子のトリビュート・アルバム。和田の59作目のシングル「さあ冒険だ」で参加している。                      |
| 多目的スペースのバラード                                                   | デジタル・ダウンロード | 2018年12月1日に配信された楽曲。バカリズムとのコラボ企画「バカリズムと」の第3弾として大原バカリ子名義で参加している。                  |

## タイアップ
| 曲                         | タイアップ                                                                                       | 収録盤                                                                |
| -------------------------- | ------------------------------------------------------------------------------------------------ | --------------------------------------------------------------------- |
| 明日も                     | 東宝配給映画『カノジョは嘘を愛しすぎてる』劇中歌                                                 | MUSH&Co.「明日も」                                                    |
| 頑張ったっていいんじゃない | 文化放送『ライオンミュージックサタデー』8月のエンディングテーマ                                  | 大原櫻子（from MUSH&Co.）「頑張ったっていいんじゃない」               |
| 頑張ったっていいんじゃない | JVCケンウッド「JVCヘッドホン」CMソング                                                           | 大原櫻子（from MUSH&Co.）「頑張ったっていいんじゃない」               |
| サンキュー。               | フジテレビ系『ミューサタ』2014年12月度マンスリーエンディングテーマ                               | 1stシングル「サンキュー。」                                           |
| サンキュー。               | BS日テレ「ボウリング革命 P★League」（第79戦 - 第84戦）エンディングテーマ                         | 1stシングル「サンキュー。」                                           |
| 瞳                         | 第93回全国高等学校サッカー選手権大会 応援歌                                                      | 2ndシングル「瞳」                                                     |
| 無敵のガールフレンド       | DHC薬用アクネコントロールシリーズ CMソング                                                       | 1stアルバム「HAPPY」                                                  |
| Glorious morning           | フジテレビ系『めざましどようび』テーマソング                                                     | 3rdシングル「真夏の太陽」                                             |
| My Way                     | 学校法人日本教育財団「首都医校・大阪医専・名古屋医専」CMソング                                   | 3rdシングル「真夏の太陽」                                             |
| 真夏の太陽                 | コロプラ「白猫プロジェクト」CMソング                                                             | 3rdシングル「真夏の太陽」                                             |
| Moonlight                  | 東宝配給映画『舞妓はレディ』挿入歌                                                               | 「舞妓はレディ」ミュージカル・ソングス&サウンドトラック・コレクション |
| キミを忘れないよ           | 東宝配給アニメ映画『ちびまる子ちゃん イタリアから来た少年』挿入歌                                | 4thシングル「キミを忘れないよ」                                       |
| Special day                | コロプラ「白猫プロジェクト」CMソング                                                             | 4thシングル「キミを忘れないよ」                                       |
| Dear My Dream              | 第33回全日本大学女子駅伝・日本テレビ系女子駅伝・マラソン中継応戦ソング                           | 4thシングル「キミを忘れないよ」                                       |
| Dear My Dream              | 第1回さいたま国際マラソン                                                                        | 4thシングル「キミを忘れないよ」                                       |
| おどるポンポコリン         | 東宝配給アニメ映画『ちびまる子ちゃん イタリアから来た少年』オープニングテーマ                    | サウンド・トラック「映画ちびまる子ちゃん イタリアから来た少年」       |
| メロディー                 | コロプラ「白猫プロジェクト」CMソング                                                             | 2ndアルバム「V (ビバ)」                                               |
| ステップ                   | コロプラ「白猫プロジェクト」CMソング                                                             | 5thシングル「大好き」                                                 |
| 大好き                     | コロプラ「白猫プロジェクト」CMソング                                                             | 5thシングル「大好き」                                                 |
| Realize                    | アットホーム「at home×sports」CMソング                                                           | 6thシングル「ひらり」                                                 |
| Coming Soon!!!             | コロプラ「白猫プロジェクト」&「白猫テニス」CMソング                                              | 6thシングル「ひらり」                                                 |
| 踊ろう                     | マイナビ「マイナビ転職」CMソング                                                                 | 2ndアルバム「V (ビバ)」                                               |
| ひらり                     | 東宝配給映画『チア☆ダン〜女子高生がチアダンスで全米制覇しちゃったホントの話〜』主題歌            | 6thシングル「ひらり」                                                 |
| 青い季節                   | 東宝配給映画『チア☆ダン〜女子高生がチアダンスで全米制覇しちゃったホントの話〜』挿入歌            | 6thシングル「ひらり」                                                 |
| 青い季節                   | フジテレビ系『ミューサタ』2017年5月度マンスリーエンディングテーマ                                | 6thシングル「ひらり」                                                 |
| Over The Rainbow           | さくらんぼテレビ開局20周年アニバーサリーソング                                                   | 1stアルバム「HAPPY」                                                  |
| Over The Rainbow           | さくらんぼテレビ『昼ドキ!TV やまがたチョイす』エンディングテーマ                                 | 1stアルバム「HAPPY」                                                  |
| Over The Rainbow           | ミュゼプラチナム「キレイをスタート篇」CMソング                                                   | 1stアルバム「HAPPY」                                                  |
| ALIVE                      | フジテレビ系『ライオンのグータッチ』エンディングテーマ                                           | 7thシングル「マイ フェイバリット ジュエル」                           |
| 遠くまで                   | 富士通エフサス企業CMソング                                                                       | 9thシングル「泣きたいくらい」                                         |
| 泣きたいくらい             | 資生堂「SEA BREEZE」CMソング                                                                     | 9thシングル「泣きたいくらい」                                         |
| Joy & Joy                  | 富士通エフサス「TIME CREATOR」CMソング                                                           | 3rdアルバム「Enjoy」                                                  |
| STARTLINE                  | BOAT RACE振興会「Splash ボートレーサーになりたい!」CMソング                                      | 5thアルバム「l」                                                      |
| ポッピンラブ！             | テレビ東京系・ドラマParavi『つまり好きって言いたいんだけど、』主題歌                             |                                                                       |
| 風の冒険者                 | 日本テレビ系『ぶらり途中下車の旅』2025年4−6月テーマ曲                                            | 8thアルバム「Traveling」                                              |
| 夢は翼                     | 大阪・関西万博 パナソニックグループ パビリオン『ノモの国』 プロモーション・ムービー テーマソング |                                                                       |
| 夢は翼                     | オリジナルアニメ『ノモの国』主題歌                                                               |                                                                       |
| Sound of Music             | NHK『みんなのうた』 2025年6-7月放送曲                                                            |                                                                       |

## ライブ

### バックバンドメンバー
- 小名川高弘
- 髭白健
- 草刈浩司
- 前田逸平